# Humahuaca
Die Stadt Humahuaca [umaˈwaka] liegt im Nordwesten Argentiniens, im Norden der Provinz Jujuy. Sie ist die Hauptstadt des gleichnamigen Departamentos Humahuaca. Mitsamt ihren Vororten hat sie etwa 15.000 Einwohner, von denen ein Großteil von den Ureinwohnern der Kollas und Omaguacas abstammen. Die Stadt wurde 1591 (andere Quellen: 1594) von Juan Ochoa Zárate gegründet. Sie war bis Ende des 19. Jahrhunderts ein wichtiges Handelszentrum des sogenannten Alto Perú.

## Lage und Geografie
Die Stadt liegt am Río Grande de Jujuy in der Schlucht Quebrada de Humahuaca auf 2950 Metern Höhe. Wegen der großen Vielfalt an Erzen sind die umliegenden Berge vielfarbig. Das Klima ist wüstenhaft mit einer kurzen Regenzeit im Sommer.

## Wirtschaft
Die Wirtschaft steht hauptsächlich auf zwei Pfeilern: dem Bergbau in der benachbarten Mine El Aguilar und dem Fremdenverkehr. In der Umgebung wird außerdem intensive Landwirtschaft betrieben. Die Arbeitslosigkeit in Stadt und Region ist wegen der tiefen Krise des Bergbaus hoch. Die Stadt gehört trotz ihres Tourismus-Potenzials zu den ärmsten des Landes, was sich jedoch infolge des schnellen Wachstums dieser Wirtschaftssparte langsam ändert.

### Tourismus

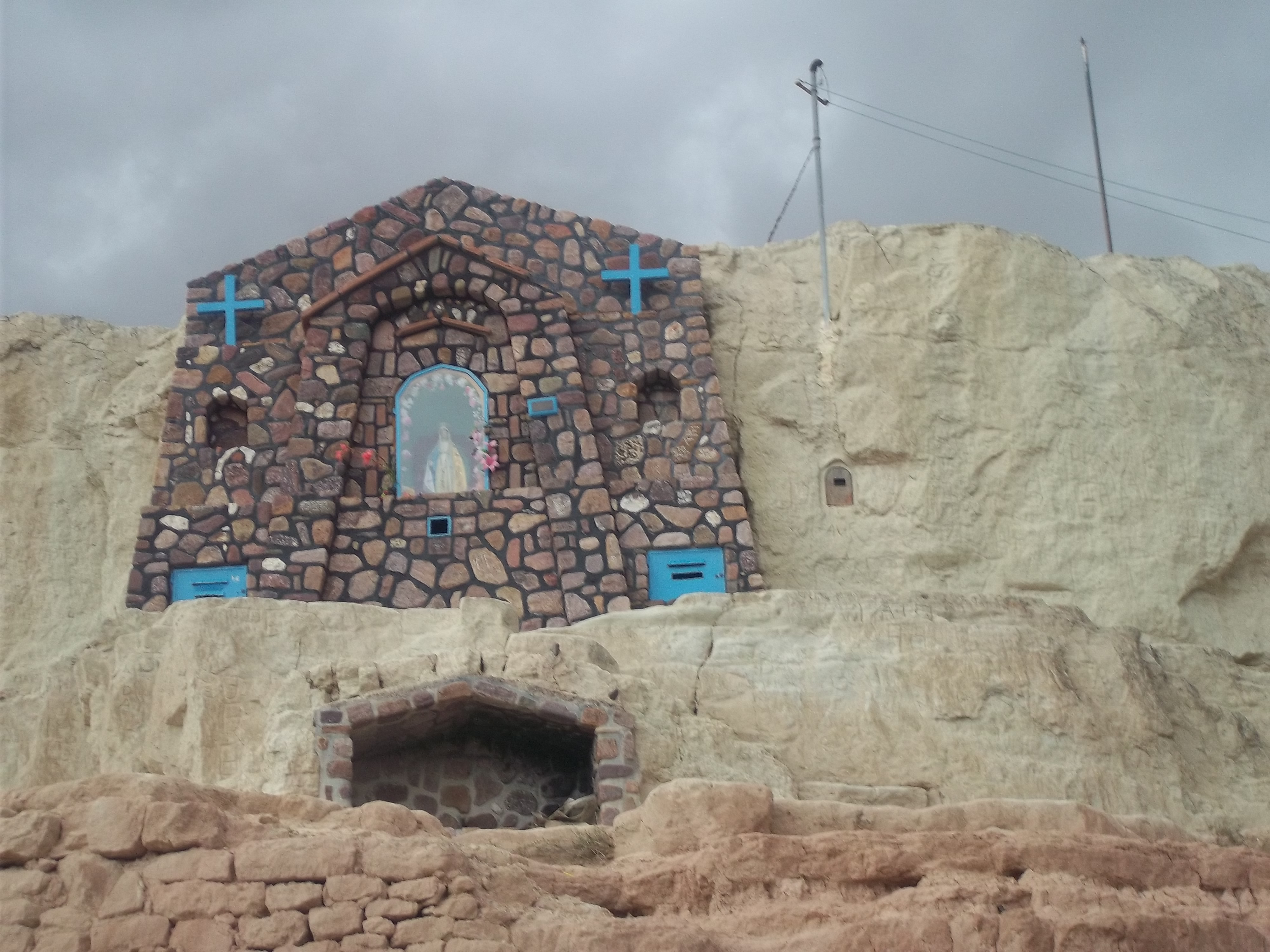
Virgen de la Medalla Milagrosa in Peña Blanca

Die Stadt ist dank ihres gut erhaltenen Zentrums im Kolonialstil ein beliebtes Reiseziel. Die bekanntesten Bauten sind die Kathedrale und das Rathaus, doch beinahe das gesamte Zentrum ist noch in der Architektur des beginnenden 19. Jahrhunderts gehalten. Des Weiteren befindet sich in der Stadt das Denkmal Monumento a los Héroes de la Independencia (Denkmal für die Helden der Unabhängigkeit), das der argentinischen Nordarmee gewidmet ist, die in der Nähe von Humahuaca während des Unabhängigkeitskrieges gegen Spanien vierzehn Schlachten geschlagen hat.
Im Zentrum befindet sich ein Markt.
Im Museo Arqueológico y Museo Folklórico Regional wird das Brauchtum der Region gezeigt, darunter die Herstellung von Chicha, einem vergärten Maisgetränk.
Östlich von Humahuaca befindet sich der Vorort Peña Blanca mit einem Aussichtspunkt und dem Heiligtum „Virgen de la Medalla Milagrosa“,
Etwa zehn Kilometer nordöstlich von Humahuaca befinden sich die Ruinen von Coctaca.

## Bauwerke
Die Kathedrale „Nuestra Señora de la Candelaria“ stammt aus dem Jahr 1641 und feiert ihr Patronatsfest am 1. und 2. Februar. In der Kirche befinden sich die Figuren der heiligen Jungfrau und der zwölf Apostel, geschnitzt von Marcos Sapaca aus der cuzquenischen Schule.
Das Rathaus des Ortes („Cabildo de Humahuaca“) wurde am 2. Februar 1940 auf Initiative von Ernesto Padilla eingeweiht. Täglich um 12 und 24 Uhr öffnet sich im Rathausturm eine zweiflügelige Tür und San Francisco Solano bewegt sich einen Schritt auf die Menge zu, um sie zu segnen. Danach zieht er sich wieder zurück und die Türen schließen sich. Uhrwerk und Mechanik stammen aus Nürnberg und wiegen rund 1800 Kilogramm.
Das Monument „Monumento a los Héroes de la Independencia“ erinnert seit 1950 an die Schlachten zur Unabhängigkeit gegen die Spanier und dient als Kulisse für das jährliche „Tantanakuy“, einem lokalen Musikfest.
Der Santa-Bárbara-Turm („Torre de Santa Bárbara“) auf einem nahegelegenen Hügel gehört zu den Resten einer spanischen Befestigungsanlage aus dem 19. Jahrhundert. Er war Schauplatz einer Schlacht gegen die peruanisch-bolivianische Konföderation im Jahr 1837.

## Veranstaltungen
Besonders bekannt ist die Stadt für ihren traditionellen Karneval, ein Fest, bei dem sich christliche und indianische Elemente vermischt haben (siehe dazu auch Pachamama). Die farbenprächtigen Umzüge werden von der traditionellen Folkloremusik der Region begleitet.

## Söhne und Töchter der Stadt
- Justiniano Torres Aparicio (1906–1992), Arzt, Archäologie, Komponist, Musikwissenschaftler und Autor